# مولهایم آن در رور
شهر مولهایم آن در رور (به آلمانی: Mülheim an der Ruhr) در ایالت نوردراین-وستفالن در آلمان واقع شده‌است. این شهر محل زندگی کارل آلبرشت (به آلمانی: Karl Albrecht) ۲۰ فوریه ۱۹۲۰- درگذشته ۲۱ ژوئیه ۲۰۱۴) کارآفرین آلمانی که به‌همراه برادرش تئو، مؤسس و مالک سوپرمارکت‌های زنجیره‌ای آلدی است.

## نگارخانه

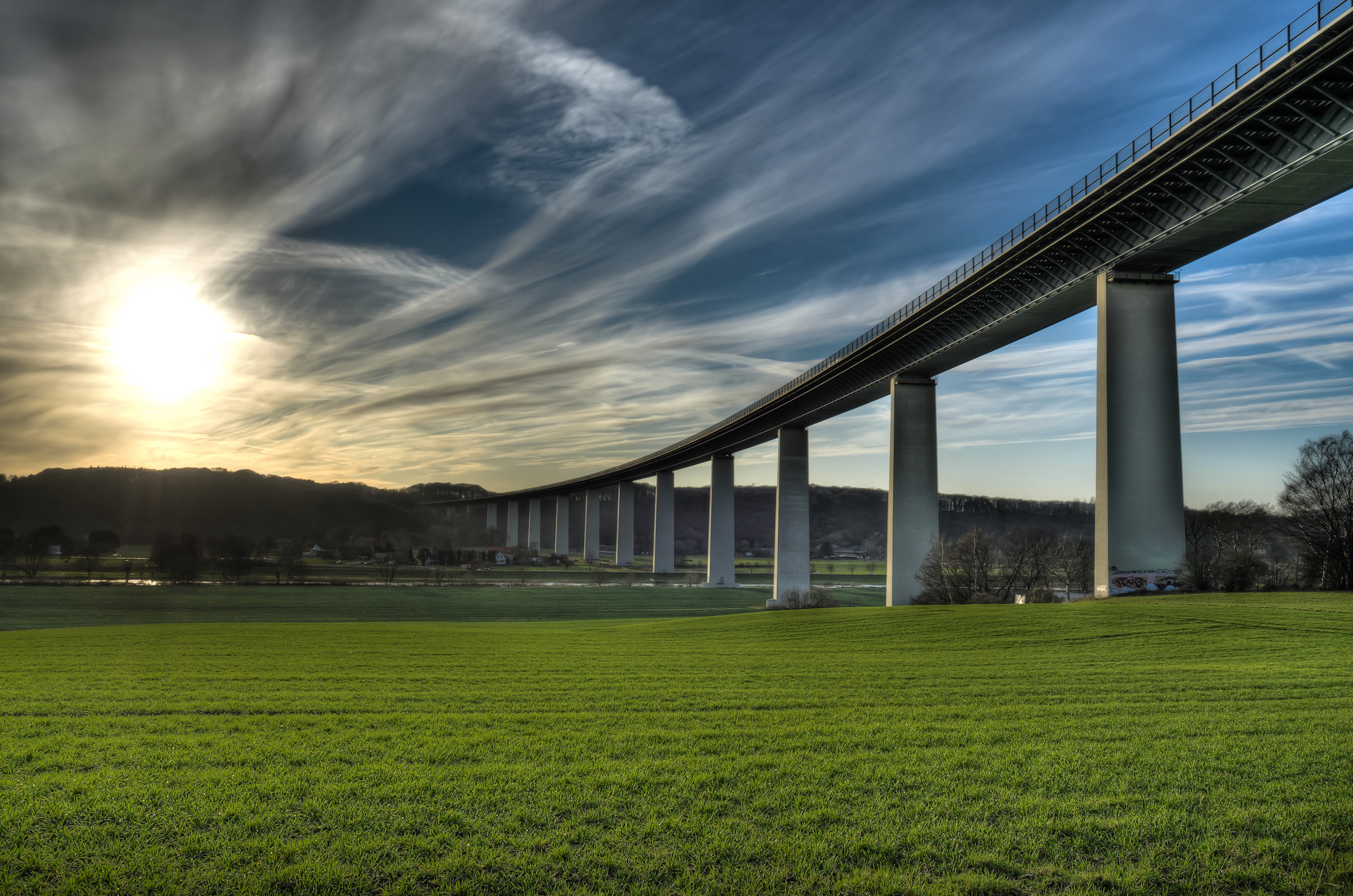
پل «مینتاردر رورتالبروک» در مولهایم آن در رور، نقطه عطفی چشمگیر در دره رور و اتصال شهرستان‌های دوسلدورف و اسن از طریق یک بزرگراه است.